# Bambusicola sonorivox
La pernice del bambù di Taiwan (Bambusicola sonorivox Gould, 1863) è un uccello galliforme della famiglia dei Fasianidi.

## Descrizione

### Dimensioni
Misura circa 30-32 cm di lunghezza.

### Aspetto
La pernice del bambù di Taiwan è quasi identica alla pernice del bambù della Cina, della quale era considerata fino a poco tempo fa una sottospecie. Si distingue da questa soprattutto per la colorazione generale più scura del piumaggio. Essa è inoltre finemente vermicolata di nero sulla banda pettorale grigia. I fianchi, di un colore camoscio più brillante, sono punteggiati di castano (e non di nero). La parte rossa sulla gola, inoltre, è meno sviluppata ed è limitata alla parte centrale della stessa. Tuttavia, come la sua parente del continente, ha il becco grigio con la punta nera, l'iride marrone scuro e le zampe grigio-oliva. I sessi sono identici, ma il maschio è dotato di un forte sperone tarsale del tutto assente nella femmina. La coda è relativamente lunga e graduata. Negli adulti di entrambi i sessi, il vertice e la nuca sono marroni, con piume rossastre all'estremità. La fronte, le redini e il sopracciglio sono di colore grigio-bluastro. La gola, la parte inferiore delle copritrici auricolari, i fianchi e la parte anteriore del collo sono rosso-ruggine. Il petto è grigio-bluastro; al di sotto della zona di questo colore vi è una stretta fascia rossa. Il resto delle parti inferiori presenta una colorazione camoscio-cannella, con grandi macchie scure o nere e castane a forma di cuore. La regione superiore presenta una colorazione marrone-oliva chiaro, con vermicolature grigie e grandi macchie nere e castane, nonché piccoli punti bianchi su mantello, scapolari e copritrici alari. Il groppone, il dorso e le copritrici sottocaudali sono marroni, con piccole macchie nere sparse. Le primarie e le secondarie sono grigio-brune. La coda è rossastra con delle barre marrone scuro e cannella.
I giovani presentano una colorazione più opaca di quella degli adulti, con un rosso meno brillante. La testa è marroncina, il sopracciglio camoscio. Le parti inferiori sono finemente striate di camoscio.

### Voce
Il grido di riconoscimento del maschio è un gi-gi-gi-gi-gi-gigeroi-gigeroi potente e sonoro. Durante la maggior parte dei mesi dell'anno, emette un sih-mo-kuai sih-mo-kuai, ma non appena si avvicina la stagione della riproduzione prendono il sopravvento i richiami in duo delle coppie, con dei killy killy che si trasformano rapidamente in un e-put-kwai montante in crescendo. Sono i maschi che prendono l'iniziativa durante questi canti.

## Biologia
Le pernici del bambù di Taiwan vivono in coppie o in gruppi. Si alimentano al suolo e la loro dieta è presumibilmente costituita da semi, germogli, foglie e alcuni invertebrati.

### Riproduzione
Sono poche le notizie riguardanti le abitudini riproduttive di questa specie. Presso la popolazione introdotta in Giappone, la riproduzione ha luogo a partire dalla metà di aprile. Il nido consiste in un semplice avvallamento nascosto del terreno. Dei pulcini sono stati avvistati nel mese di settembre.

## Distribuzione e habitat
Endemica di Taiwan, abita le aree ricoperte da fitta boscaglia e da distese erbose; è presente, inoltre, nei boschetti di bambù. Si incontra generalmente al di sotto dei 1000 m di altitudine, ma è possibile incontrarla anche a quote superiori. È stata introdotta anche in Giappone, ma la popolazione ivi insediatasi è probabilmente scomparsa.

## Conservazione
Malgrado non si conosca l'esatto numero di esemplari, questa specie è numerosa in tutto il suo areale e la popolazione è stabile. La IUCN, di conseguenza, la considera «specie a rischio minimo» (Least Concern).